# Василь Юрійович Косий
Василь Юрійович Косий (?—1448) — князь звенигородський (1421—1448) та великий князь московський (1434). Старший син великого князя московського Юрія Дмитровича.

## Біографія
У 1433 році разом з братом своїм Дмитром Шемякою, він бенкетував в Москві на весіллі великого князя Василя Васильовича. Під час святкування мати великого князя, Софія Вітовтівна вирвала пояс Василя Юрійовича та публічно звинуватила його в крадіжці. Ображені Юрійовичі негайно пішли до батька в Галич-Мерський; по дорозі вони «пограбіша Ярославль і скарбниці всіх князів разграбиша».
У тому ж році Василь Юрійович брав участь в битві свого батька проти великого князя Василія II на березі річки Клязьми. Після заняття Юрієм Москви, народ став перебігати до великого князя Василя в Коломну, дану йому Юрієм за порадою боярина Морозова. Юрійовичі вбили цього боярина, вважаючи його винуватцем несприятливого для них розвитку подій, та втекли в Кострому.
Тим часом їх батько примирився з Василем, поступившись йому Москвою, обіцяв не брати до себе двох старших синів і не допомагати їм. У битві, яка відбулась невдовзі на березі річки Куси Юрійовичі взяли верх, а в 1434 році великий князь розорив Галич за те, що — на противагу договору — війська Юрія брали участь в битві при річці Кусі.
Після успішної битви, Юрій Дмитрович знову зайняв Москву, але незабаром помер (5 червня 1434 р.), а Василь Косий оголосив себе великим князем, про що сповістив своїх молодших братів, що були тоді у Володимирі, та переслідували. Через заздрість або якісь інші причини, молодші Юрійович послали в Нижній Новгород кликати Василя Васильовича на великокнязівський стіл, а старшому братові відповідали: «Якщо Богу не угодно було, щоб княжив наш батько, то тебе-то ми і самі не хочемо». При наближенні з'єднаних князів до Москви, Василь Юрійович, забравши скарбницю батька свого, втік до Нижнього Новгороду.
Пробувши в Новгороді півтора місяця, Василь Косий пішов в Заволоччя, потім в Кострому і почав готуватися до походу на великого князя. Побитий на березі річки Которослі, він втік до Кашина. Після нетривалого миру великий князь виступив проти Василя Косого з його ж братом, Дмитром Красним. Вороги зійшлися у села Скорятіно під Ростовом. Не сподіваючись на свої сили, Василь Юрійович пустився на хитрощі: бажаючи «іскрасті великого князя», він запропонував йому перемир'я до ранку, що і було прийнято. Великий князь розпустив своїх ратників «кормів ділячи», а Косий, користуючись цим, вирішив напасти на нього. Але Василь Васильович вчасно був повідомлений про небезпеку, і московські полки встигли вернутись: Косий був розбитий, схоплений і приведений до великого князя, який відправив його до Москви.
Частина вятчан, що не встигла вчасно прийти на допомогу Косому, взяла в полон ярославського князя Олександра. Взявши з нього викуп, вятчане, однак, не звільнили князя. Василь Васильович, довідавшись про таке віроломство сподвижників Василя Юрійовича, наказав осліпити останнього. Через що він ймовірно і отримав прізвисько «Косий». По цьому літописи не говорять більше про Василія до його смерті 1648 року в ув'язненні.
Василь Юрійович був одружений з невідомою на ім'я дочкою Андрія Володимировича, князя Серпуховсько-Радонезького, але потомства не залишив.